# HBC Nantes
Handball Club de Nantes; HBC Nantes – francuski klub piłki ręcznej mężczyzn powstały w 1953 z bazą w Nantes. Klub występuje w Division 1, najwyższej klasie rozgrywek piłki ręcznej mężczyzn we Francji, do której awansował w sezonie 2007/08.

## Sukcesy
- Puchar Francji:
  -  2015
- Puchar Ligi Francuskiej:
  -  2015
  -  2013
- Puchar EHF:
  -  2013
  -  2015

## Zawodnicy

### Kadra w sezonie 2022/23[1]
| Bramkarze - 1. Ivan Pešić - 16. Viktor Gísli Hallgrímsson - 21. Manuel Gaspar Lewoskrzydłowi - 7. Valero Rivera - 11. Baptiste Damatrin Prawoskrzydłowi - 14. Pedro Portela - 19. Kauldi Odriozola Obrotowi - 11. Rubén Marchán - 17. Jérémy Toto - 18. Théo Monar | Rozgrywający - 3. Thibaud Briet - 4. Aymeric Minne - 5. Lucas De La Bretèche - 6. Linus Persson - 8. Alexandre Cavalcanti - 9. Alexander Shkurinskiy - 10. Rok Ovniček - 15. Jorge Maqueda |